# Subdivisões da África

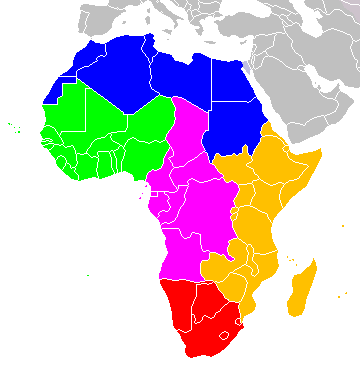
Subdivisões da África para fins estatísticos usada pela ONU.
África Setentrional (físico-geograficamente, a Península de Sinai, no Egipto, pertence ao Médio Oriente, região da Ásia).
África Ocidental
África Central
África Oriental
África Meridional

A principal subdivisão de África é nas duas regiões que ficam a norte e a sul do deserto do Saara:
- Norte de África
- África subsaariana

Outras subdivisões do continente, com os países normalmente associados a cada uma (geralmente por motivos históricos, políticos ou económicos, não sendo portanto coincidentes com a subdivisão utilizada pela ONU para fins estatísticos), são as seguintes:
| África Austral (ou África Meridional) - África do Sul - Angola - Botswana - Comores - Lesoto - Madagáscar - Malawi - Maurícia - Moçambique - Namíbia - Essuatíni - Zâmbia - Zimbabwe África Central - República Centro-Africana - República Democrática do Congo - Chade - Congo | África Ocidental - Benin - Burkina Faso - Cabo Verde - Camarões - Costa do Marfim - Gabão - Gâmbia - Gana - Guiné - Guiné-Bissau - Guiné Equatorial - Libéria - Mali - Mauritânia - Níger - Nigéria - Senegal - Serra Leoa - São Tomé e Príncipe - Togo | África Setentrional (ou Norte de África) - Argélia - Egito - Líbia - Marrocos - Saara Ocidental - Sudão - Tunísia África Oriental - Burundi - Djibouti - Eritreia - Etiópia - Quénia - Ruanda - Seychelles - Somália - Tanzânia - Uganda |